# Chris Combette
Pour les articles homonymes, voir Combette.
Chris Combette, né en 1957 à Cayenne, est un chanteur originaire de la Guyane. Classé reggae, il explore cependant une multitude d'autres styles : bossa nova, jazz, blues, mazurka, etc.

## Biographie
Chris Combette est né à Cayenne. Cependant, il passera les six premières années de sa vie au Havre, avant de partir vers Fort-de-France, en Martinique. C'est lors de son adolescence dans les Caraïbes qu'il découvrira sa passion pour la musique.
Au début des années 1970, il fonde, avec son frère Charles et Yvon et Jean-Claude, deux de ses cousins, son premier groupe : Les Agils. Il est à la basse. Les Agils sont surtout inspirés par le Rico Jazz, un orchestre de bal. C'est d'ailleurs dans ce style que Chris Combette commencera sa carrière.
En 1975, il quitte la Martinique pour aller poursuivre à Montpellier, et plus tard à Paris, des études scientifiques. Lors de ce voyage, il écrit sa première chanson, Pas ça.
8 ans plus tard, Chris revient en Martinique pour un an. Il fonde le groupe Cristal. Il joue alors avec Franck Donatien, Tony Chasseur, Pipo Gertrude et Philippe Joseph. 
Il repart en 1984 vers la France. Son troisième groupe se nommera Silence. Il sera composé de Françoise Marie-Claire Mosole, Patrick Combette (un de ses frères), Fungence Koné, Wiliam Camara et Patrick Rosillette (un de ses cousins). C'est également à cette époque qu'il enregistre son premier disque, un 45 tours, contenant les chansons Pas ça et Keep cool
En 1990, il décide d'entreprendre une carrière solo. Il continue d'écrire des chansons en prévision d'un album. Ce dernier, Plein Sud, viendra 4 ans plus tard. 
En 1996, il sort son deuxième album, Salambô. La même année, il reçoit le prix SACEM Martinique du meilleur compositeur pour la chanson Lè Siel Si Ba, pourtant contenue dans l'album précédent. Il repart alors vers sa patrie natale, la Guyane, lieu où il réside aujourd'hui.
L'année suivante, en 1997, il entame sa tournée à travers l'Amérique (États-Unis, Canada, Caraïbes, Guyane) et la France (Paris, Cannes, Rennes, Strasbourg, etc). De plus, sa chanson Lonbraj' A Pyé Mango, un duo avec Jocelyne Béroard, est le tube de l'été dans la Caraïbe. 
Lorsque sa tournée prend fin, en 2003, il s'empresse d'enregistrer un autre album, La danse de Flore, dont il fait encore la promotion.
En 2014, il chante On n'oublie pas (écrit par Serge Bilé) avec plusieurs artistes et personnalités dont  Alpha Blondy, Tanya Saint-Val, Harry Roselmack, Admiral T, Jocelyne Béroard et Jean-Marie Ragald. Cette chanson est un hommage aux 152 victimes martiniquaises du crash du 16 août 2005, afin de ne pas oublier cet évènement et d'aider l'AVCA (Association des Victimes de la Catastrophe Aérienne) à récolter des fonds.

## Récompenses
- Nomination aux Découvertes RF1 (Les Découvertes RF1 visent à récompenser chaque année un musicien ou un groupe originaire d'Afrique, des Antilles ou d'Amérique du Sud)
- Prix SACEM Martinique 2004

« J’ai reçu la médaille de la SACEM pour le travail que j’ai effectué jusqu’à présent et aussi pour le travail que j’ai effectué en Guyane. Je vis cette récompense comme un hommage de la Martinique à la Guyane, ce qui est bien pour Maman l’Amérique de Sud et Papa la Caraïbe ou inversement. Il faudrait qu’on puisse travailler un peu plus ensemble dans les Antilles-Guyane, plutôt que de se tirer dans les pattes. Mon album a été nommé dans plusieurs catégories : Reggae-Dance hall, Meilleur interprète, Auteur. Je souhaite une vraie SACEM Guyane qui gère le cas de chaque artiste, en récoltant auprès de tous les utilisateurs, les droits qui nous permettent de vivre. Je souhaite que notre SACEM soit aussi efficace que celle de la Martinique, afin que nous puissions avoir nous aussi nos prix SACEM en Guyane »

— Chris Combette (16 mars 2004)
- Élection au concours 9 semaines et 1 jour pour représenter la Guyane